# Акналіч
Акналіч (вірм. Ակնալիճ) — село в марзі Армавір, на заході Вірменії. Село розташоване на трасі Єреван — Армавір, у 12 на захід від міста Вагаршапата, за 11 км на схід від міста Армавір, за 4 км на схід від міста Мецамор, за 5 км на північ від села Зартонк, за 4 км на північний захід від села Таронік, за 5 км на південний схід від села Аршалуйс.